# فرودگاه ژنرال ماریانو ماتامورس
فرودگاه ژنرال ماریانو ماتامورس (به انگلیسی: General Mariano Matamoros Airport) (به زبان بومی: Cuernavaca International Airport) یک فرودگاه همگانی مسافربری با کد یاتا CVJ است که یک باند فرود آسفالت دارد و طول باند آن ۲۹۲۶ متر است. این فرودگاه در کشور مکزیک قرار دارد و در ارتفاع ۱۳۰۴ متری از سطح دریا واقع شده‌است.